# Gruppo di Batignolles

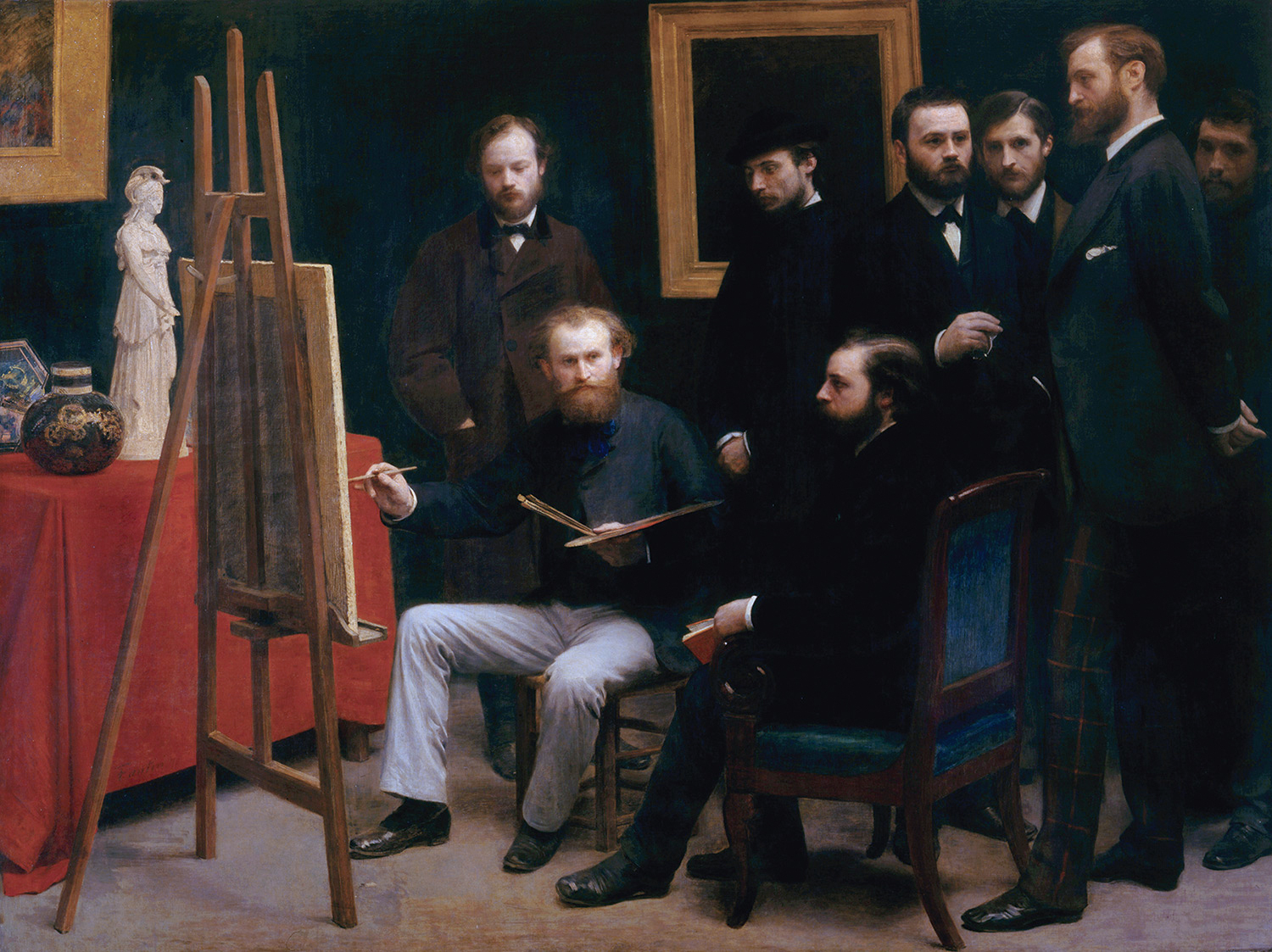
Il gruppo di Batignolles. 1870
Henri Fantin-Latour - Musée d'Orsay

Il Gruppo di Batignolles fu un insieme di artisti, critici e collezionisti da cui scaturirono le prime idee che portarono alla nascita dell'impressionismo.
Fra il 1869 e il 1875 un gruppo di giovani pittori appartenenti all'avanguardia di fine '800 si raccolsero periodicamente attorno ad Édouard Manet, nel quartiere di Batignolles, a Parigi, dove lo stesso Manet aveva il suo studio.
I pittori si ritrovavano nei caffè del quartiere, ma in particolare nel Café Guerbois, oggi sparito (ma una targa segna tuttora la sua dislocazione al n. 11 di Avenue de Clichy). I più assidui a questi incontri erano lo stesso Manet, Auguste Renoir, Alfred Sisley e Frédéric Bazille.
Si univano a costoro, saltuariamente, altri pittori, come Camille Pissarro e Edgar Degas, il mecenate e critico Edmond Maître, lo scrittore Émile Zola e il fotografo Nadar.
Le loro conversazioni e discussioni costituirono in realtà fecondi scambi di idee e di teorie per riuscire a superare la pittura accademica che  ancora, attraverso i suoi epigoni, dominava. E fu proprio da questo discutere ed elaborare idee che nacque quel movimento che fu poi chiamato impressionismo.
Questo riunirsi di artisti vari divenne in seguito ufficiale il 17 gennaio 1874, allorché Claude Monet pubblicò su "La Chronique des Arts" l'annuncio della costituzione della "Società Anonima Cooperativa di pittori, scultori, incisori e litografi".
Il 15 aprile seguente nell'atelier di Nadar si tenne la prima mostra del Gruppo. Fra i vari artisti che ne facevano parte molti divennero veri e propri maestri del movimento impressionista.
Il gruppo fu immortalato da un quadro di Henri Fantin-Latour del 1870, oggi al Museo d'Orsay.